# Phrudus montanus
Phrudus montanus là một loài tò vò trong họ Ichneumonidae.